# FED Cup (football américain)
Pour les articles homonymes, voir FED Cup.
La FED Cup est une coupe d'Europe de football américain mettant aux prises différentes équipes du Vieux contient.

## Présentation
La FED Cup est créé en 1997, elle regroupe des clubs, non champion, des différents championnats européens. La première édition compte 4 équipes et la deuxième édition 7 équipes.
Cette coupe est jouée pendant deux saisons avant de disparaître. En 2002 l'EFAF cup lui succède, cette nouvelle compétition mélange le principe de la FED Cup et de l'Euro Cup.

## Palmarès
| Année | Date | Lieu | Vainqueur                    | Score | Finaliste                  |
| ----- | ---- | ---- | ---------------------------- | ----- | -------------------------- |
| 1997  | -    | -    | Flash de La Courneuve France | 28-7  | Gladiateurs de Rome Italie |
| 1998  | -    | -    | Hanau Allemagne              | 48-34 | Giants de Graz Autriche    |

## Source
- (fr) Elitefoot